# Ștefan Augustin Doinaș

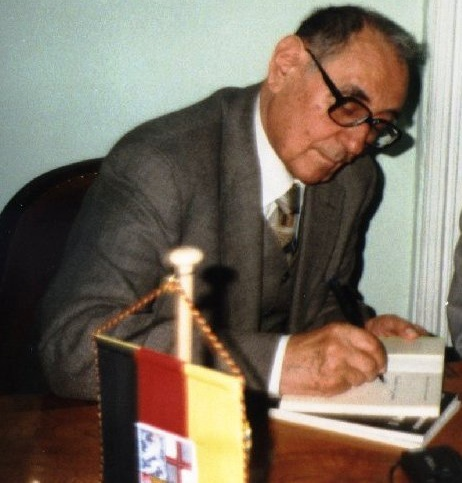

Ștefan Augustin Doinaș (pseudonim Ștefan Popa, ur. 26 kwietnia 1922 w Caporal Alexa, okręg Arad, zm. 25 maja 2002 w Bukareszcie) – rumuński neoklasycystyczny poeta ery komunizmu, eseista i tłumacz, studiował filologię. Doinaș opublikował swoją pierwszą książkę z wierszami, Cartea mareelor w 1964 roku.
Odznaczony Krzyżem Wielkim Orderu Narodowego Zasługi.